# Всеволожский, Раф Родионович
Раф Родионович Всеволожский (Фёдор-Руф Иродионов Всеволожский; ум. 1653, Тюмень) — российский государственный деятель, воевода в Смутное время и во времена правления Михаила Фёдоровича и Алексея Михайловича.
Из дворянского рода Всеволожских. Сын двинского воеводы Родиона Власьевича (Васильевича) Всеволожского.

## Биография
Вместе с отцом и братьями участвовал в обороне Москвы во время осады города в 1608 году, в связи с чем Василий Шуйский пожаловал всю семью вотчиной у села Курман (ныне посёлок Лашма в Касимовском районе Рязанской области). Позднее жалованная грамота была подтверждена царём Михаилом Фёдоровичем.
В дальнейшем находился на службе при московском царском дворе. В 1640 году назначен воеводой в Касимов.
В 1647 году дочь Ф. Р. Всеволожского — Евфимия неожиданно была выбрана в жёны молодым царём Алексеем Михайловичем, но в результате придворных интриг боярина Бориса Ивановича Морозова этот брак не состоялся. Отец невесты вместе с женой, дочерью и сыном Андреем Фёдоровичем были сосланы в Сибирь, в Тюмень, за то, что, якобы, отец скрыл от царя болезнь (чёрная немочь) невесты. После того, как на следующий год царь вступил в брак с другой претенденткой, участь Всеволожских была смягчена.
В 1649—1652 годах Раф Всеволожский занял должность воеводы верхотурского, после чего в 1652 году переведён на должность воеводы в Тюмень. Получил известность благодаря сохранившейся грамоте приказчику Ирбитской слободы Григорию Барыбину (1649), в которой пересказывался указ Алексея Михайловича о запрете празднования Коляды, игры в шахматы, музицирования на гуслях и домрах и т. п.
Умер с дочерью на воеводстве в Тюмени в 1653 году.
В 1654 году сын Андрей Фёдорович с матерью получили позволение вернуться из Сибирской ссылки и жить в своей касимовской деревне.